# Aphthona punctiventris
Aphthona punctiventris es un coleóptero de la familia Chrysomelidae. Fue descrita científicamente por primera vez en 1874 por Mulsant & Rey.